# EMD SD7
EMD SD7 — американский грузовой тепловоз, производившийся в 1952—1953 годах. Всего было построено 188 экземпляров. Несмотря на свой возраст, по состоянию на декабрь 2011 тепловоз продолжает эксплуатироваться. Самый первый экземпляр находится в Железнодорожном музее Иллинойса.